# Кошляки (Тернопільський район)

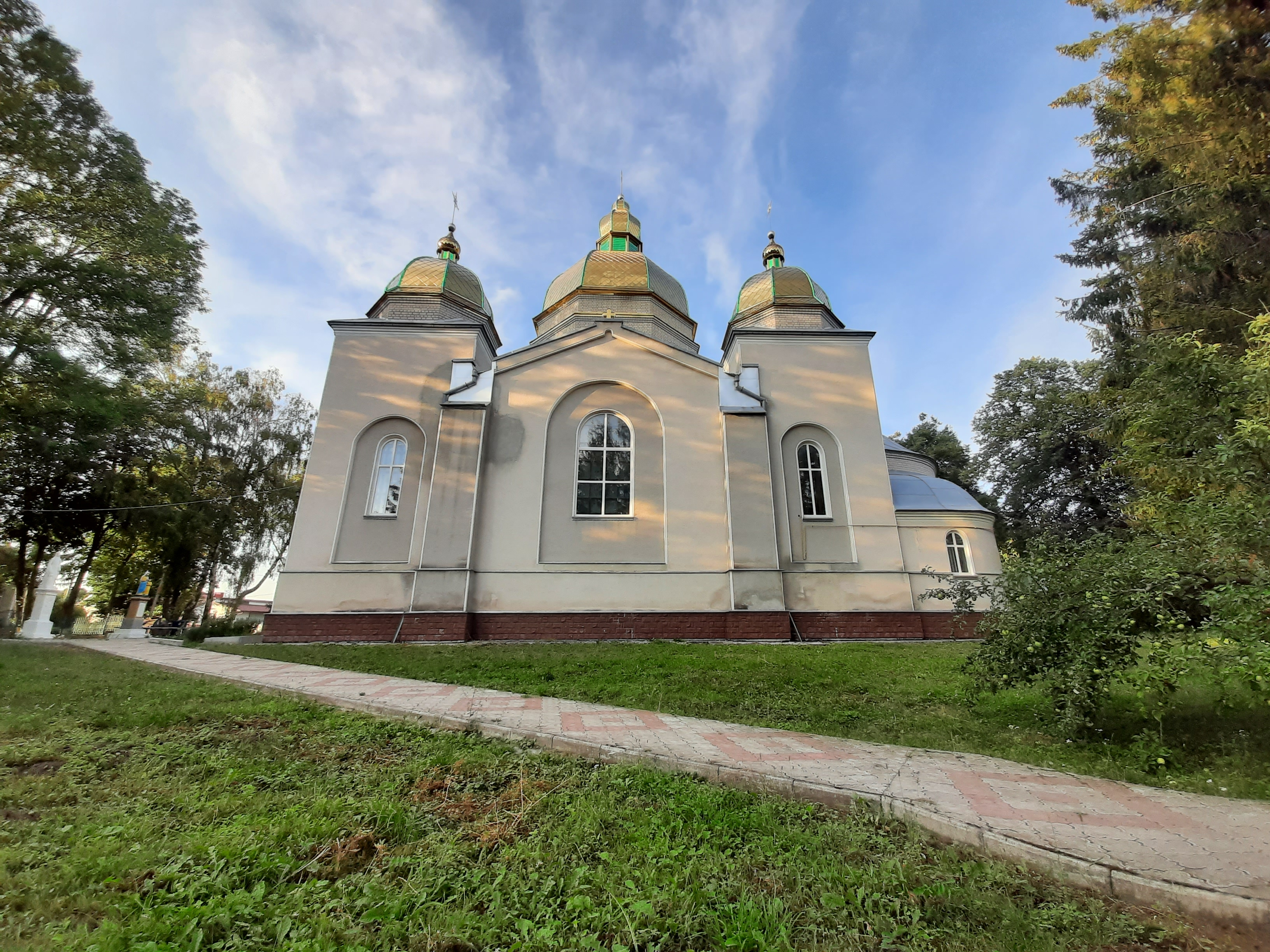
Церква Святої Преподобної Параскеви Сербської (1939 р)

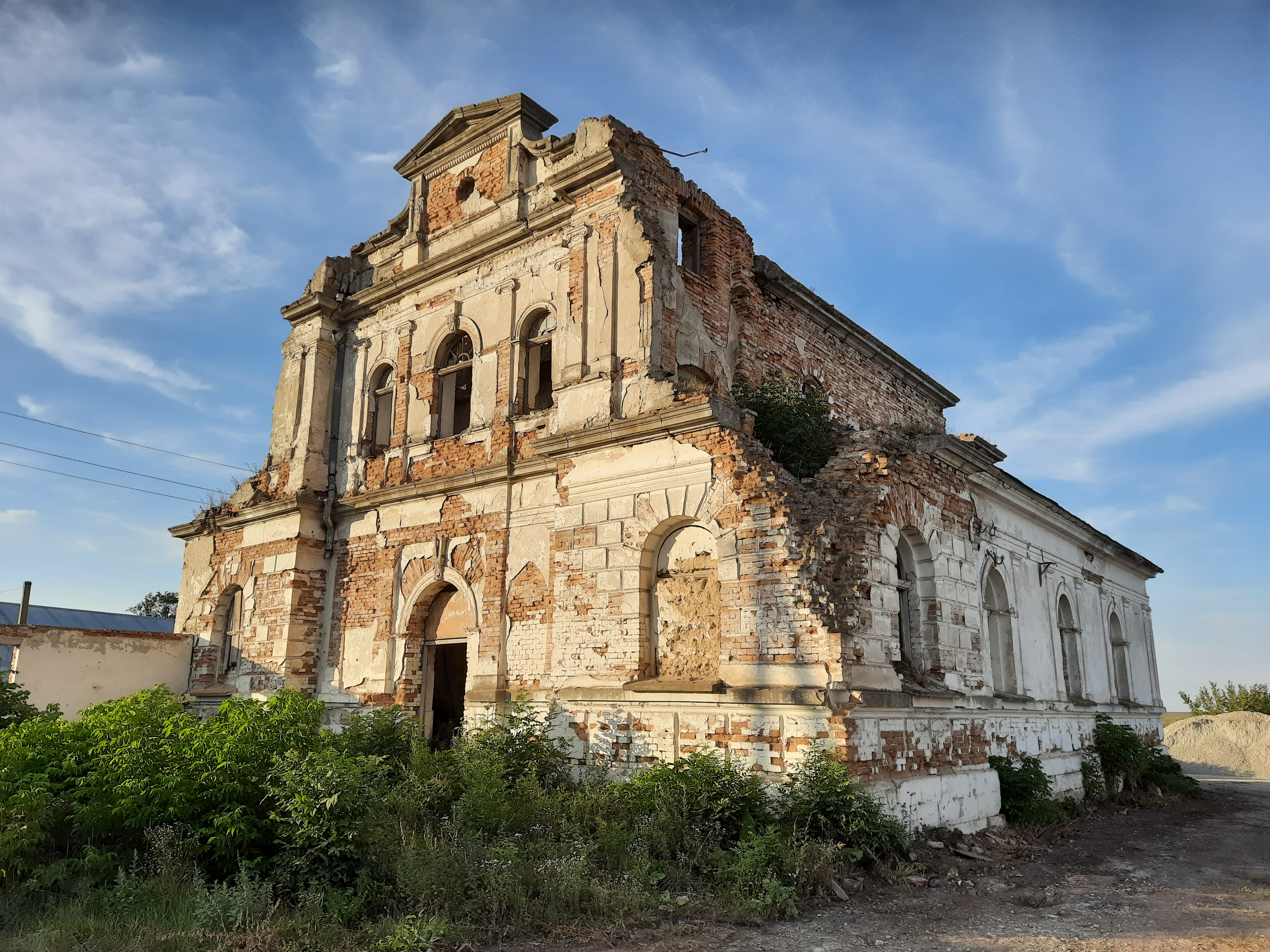
Старий костел в Кошляках

Кошля́ки — село в Україні, у Скориківській сільській громаді Тернопільського району Тернопільської області.
До 2015-го було центром сільської ради, якій підпорядковувалося село Голотки. Від вересня 2015 року ввійшло у склад Скориківської сільської громади.
Через село протікає мілководна річка Нетека.

## Історія
Перша писемна згадка про село датується 1583 роком.

Церква св. Параскеви в Кошляках у 1918 р.

Діяли «Просвіта», «Сокіл», «Січ» та інші українські товариства, кооператива.
Від весни до літа 1944 року в Кошляках був радянський польовий похідний трибунал — у ямах-землянках тоді знищили сотні осіб із Волинської, Житомирської, Рівненської, Хмельницької й Тернопільської областей (вояків УПА, солдатів, офіцерів РА, німецьких військовополонених).
У 1948—1951 роках у Кошляках діяла націоналістична організація — Спілка української молоді чисельністю 5 осіб.
12 червня 2020 року, відповідно до розпорядження Кабінету Міністрів України  № 724-р «Про визначення адміністративних центрів та затвердження територій територіальних громад Тернопільської області», село увійшло до складу Скориківської селищної громади.
19 липня 2020 року в результаті адміністративно-територіальної реформи та ліквідації Підволочиського району, село увійшло до складу новоствореного Тернопільського району.

## Символіка
У ХІХ ст. громада селища користувалася печаткою з зображенням селянина з косою в руках. Довкола емблеми напис: «SIGILLUM COMMUNITATIS WIES KOSZLAKI».

### Герб
Затверджений 30 грудня 2003р. рішенням №93 VII сесії сільської ради IV скликання.
Автори — В.Напиткін, Сергій Ткачов, Ф.Пастушенко.
На лазуровому полі срібний стилізований у вигляді літери «К» орел, що летить над золотим колосом з трьома зернинами з обидвох сторін і однією згори, поставленим у стовп. В срібній главі орнамент місцевого килима з червоних квіток та зеленого листя. Щит обрамований декоративним картушем i увінчаний золотою сільською короною. 

### Прапор
Квадратне полотнище розділене горизонтально на синє та біле поля у співвідношенні 3:1. У верхній частині біля древка вертикальний жовтий колос з трьома зернинами з обидвох сторін і однією згори, від вільного краю летить білий стилізований у вигляді літери «К» орел. У нижній частині орнамент місцевого килима з червоних квіток та зеленого листя.

## Релігія
- церква святої преподобної Параскеви Сербської (1939, ПЦУ, кам'яна),
- напівзруйнований костел з частково збереженим інтер'єром.

## Пам'ятки
Споруджено пам'ятники:
- воїнам-односельцям, полеглим у німецько-радянській війні (1965, реконструйовано 1984),
- Борцям за волю України (2002, на меморіальній плиті — 52 прізвища), Встановлено пам'ятний хрест на честь скасування панщини, пам'ятний знак М. Сороці (1992).

Є хрест, де за легендою похований чумак. Біля хреста колись був сад, який викорчували в господарських цілях.[джерело?]
Село відоме гідрологічною пам'яткою природи «Зелена криниця № 2», з якої за легендою пив воду Богдан Хмельницький. На північ від села розташована гідрологічна пам'ятка природи «Зелена Криниця № 1».
Пам'ятник Тарасові Шевченку
Пам'ятка монументального мистецтва місцевого значення.
Встановлений 1990 р. Архітектор – Я. Чайка.
Скульптура – карбована мідь, постамент – граніт.

## Соціальна сфера
У селі діє школа I—II ступенів (до 2015 — І-ІІІ ступенів), музична школа, амбулаторія сімейного лікаря, відділення зв'язку.
Ансамблі музичної школи, баяністів «Дебют» (керівник І. А. Рогач) та бандуристів «Намисто» (керівник Г. Б. Рогач) неодноразово перемагами в обласних («Творчість юних», «Консонанс») та всеукраїнських («Провесінь») конкурсах.[джерело?]

## Населення
У 2001 році в селі проживало 940 осіб.

### Відомі прізвища
У селі проживають родини: Підгурських, Сікори, Шевчук, Мацьо.

### Відомі люди

#### Народилися
- Осип Гасюк — господарник і громадський діяч,
- Володимир Гроховський — український лікар-хірург. Доктор медичних наук (1981), професор (1988),
- Анатоль Камінський — український громадсько-політичний діяч, вчений, публіцист,
- Олекса Крисоватий — громадсько-політичний діяч,
- Андрій Крисоватий — український вчений у галузі економіки, ректор Тернопільського національного економічного університету,
- Михайло Сорока — архітектор.
- Явний Ярослав — діяч ОУН, учасник місії до аліантів, загинув 1944 в Італії.

- Лаврентій (Живчик) [Архівовано 14 серпня 2021 у Wayback Machine.]- кандидат богослів'я, архімандрит  Михайлівського Золотоверхого монастиря  в місті Києві.

#### Працювали
- Михайло Цимбалюк — державний і політичний діяч[8].